# بافل ففشوليك
بافل ففشوليك (بالبولندية: Paweł Wszołek) هو لاعب كرة قدم بولندي في مركز الجناح ولد في يوم 30 أبريل 1992 في مدينة تشيو في بولندا، يلعب حالياً مع نادي هيلاس فيرونا كمعار من نادي سامبدوريا كما سبق له اللعب مع بولونيا وارشو وليخيا غدانسك، وفي 2012 بدأ باللعب مع منتخب بولندا لكرة القدم ويبلغ طوله 186 سم.

## روابط خارجية
- بافل ففشوليك على موقع الاتحاد الدولي (مؤرشف)  (الإنجليزية)
- بافل ففشوليك على موقع الاتحاد الأوربي (الإنجليزية)
- بافل ففشوليك على موقع قاعدة بيانات كرة القدم.إي يو (الإنجليزية)
- بافل ففشوليك على موقع ناشيونال فوتبول تيمز (الإنجليزية)
- بافل ففشوليك على موقع Soccerbase.com (لاعب) (الإنجليزية)
- بافل ففشوليك على موقع Soccerway.com (الإنجليزية)
- بافل ففشوليك على موقع عالم كرة القدم.نت (الإنجليزية)
- بافل ففشوليك على موقع AS.com (الإسبانية)